# .nr
.nr은 나우루의 인터넷 국가 코드 최상위 도메인이다.

## 2차 도메인
등록 기관이 제공하는 2차 직접 도메인 외에 공식 2차 도메인이 존재한다:
| 도메인   | 제한                        |
| -------- | --------------------------- |
| .com.nr  | 제한 없음                   |
| .net.nr  | 제한 없음                   |
| .org.nr  | 제한 없음                   |
| .edu.nr  | 나우루의 교육 기관에 한정됨 |
| .gov.nr  | 나우루의 정부 기관에 한정됨 |
| .biz.nr  | 제한 없음                   |
| .info.nr | 제한 없음                   |

## 나우루 밖에서의 이용
.nr 도메인은 나우루 외부 지역에서는 사용률이 낮은 편이다. 그러나 사용 시 domai.nr (Domainr) 또는 exo.nr (Exonar) 등의 도메인 핵을 활용하는 웹 도메인에서 볼 수 있다.
2002년부터 2018년까지 도메인 서비스 freedomain.pro는 비공식 하위 도메인 "co.nr"로 무료 하위 도메인 호스팅을 제공했다. 2018년 5월 1일 기준으로 .nr 레지스트리와 나우루 정부와의 문제로 인해 .co.nr 도메인과 그 하위 도메인들은 종료되어 기능이 정지하였다.